# فحم صلب
الفحم الصلب أو الأنْتَرسيت أو فحم الأنتراسيت أو الأنثراسيت هو أجود أنواع الفحم الحجري. وهو قاس وبراق، ويكون الكربون 92-98% منه. وهو قليل الدخان عند الاحتراق.
يعد الفحم الصلب من أكثر أنواع الفحم تحوُّلًا (لكنه لا يزال يمثل تحولًا منخفض الدرجة)، حيث يتراوح محتوى الكربون فيه بين 86٪ و 98٪. ينطبق المصطلح على أنواع الفحم التي لا تنبعث منها القطران أو الأبخرة الهيدروكربونية الأخرى عند تسخينها تحت نقطة الاحتراق. يشتعل الأنثراسيت بصعوبة ويشكل عند الإحتراق لهبًا قصيرًا أزرقًا مَعدوم الدخان.

## المواصفات والخصائص

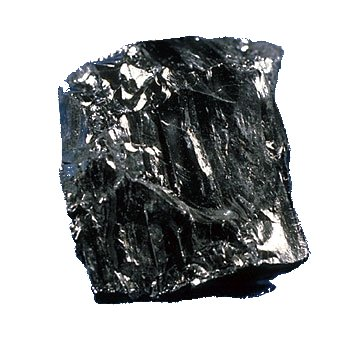
أنتراسيت

يتراوح لون الفحم الصلب بين الرمادي الفولاذي إلى الأسود، وله بريق لامع شبه معدني، صلبٌ وهش، صعبُ الاشتعال، لكنه يحترق بلهبٍ أزرق باهت نظيف.
يُصنف الفحم الصلب إلى ثلاث درجات:
1. الدرجة القياسية
2. الدرجة العالية
3. الدرجة العالية جداً

ويحتوي كلٌ من الدرجة العالية والعالية جداً، على مستويات أعلى من الكربون مقارنةً بالدرجة القياسية، بالإضافة إلى أنهما أكثر نقاءً فيُستَخدمان غالباً في صناعة الحديد والفولاذ. أمَّا الفحم الصلب من الدرجة القياسية فيحتوي على شوائب أكثر من الدرجة العالية والعالية جداً؛ لذلك يُستَخدَم غالباً في محطات توليد الطاقة المتخصصة. 
يتميز الفحم الصلب باحتراقه المنخفض أو مَعدوم الدخان، وأيضاً عملية احتراقه تكون بطيئة، ونِسَب الكبريت والمواد المتطايرة فيه منخفضة، ومعظم الفحم الصلب قليل الرطوبة، لكنه مع كل هذا نادرٌ في العالم، وتكلفته عالية. 
يختلف الفحم الصلب عن الفحم القاري العادي بصلابته الكبيرة (2.75-3 على مقياس موس) وبكثافة نسبية أكبر (من 1.3 إلى 1.4)، وبريقه، والذي غالبًا ما يكون شبه معدني مع انعكاس بني خفيف. يحتوي على نسبة عالية من الكربون الثابت ونسبة منخفضة من المواد المتطايرة. كما أنه خالي من الشقوق الليفية أو اللينة المتضمنة ولا يلوث الأصابع عند الفرك.

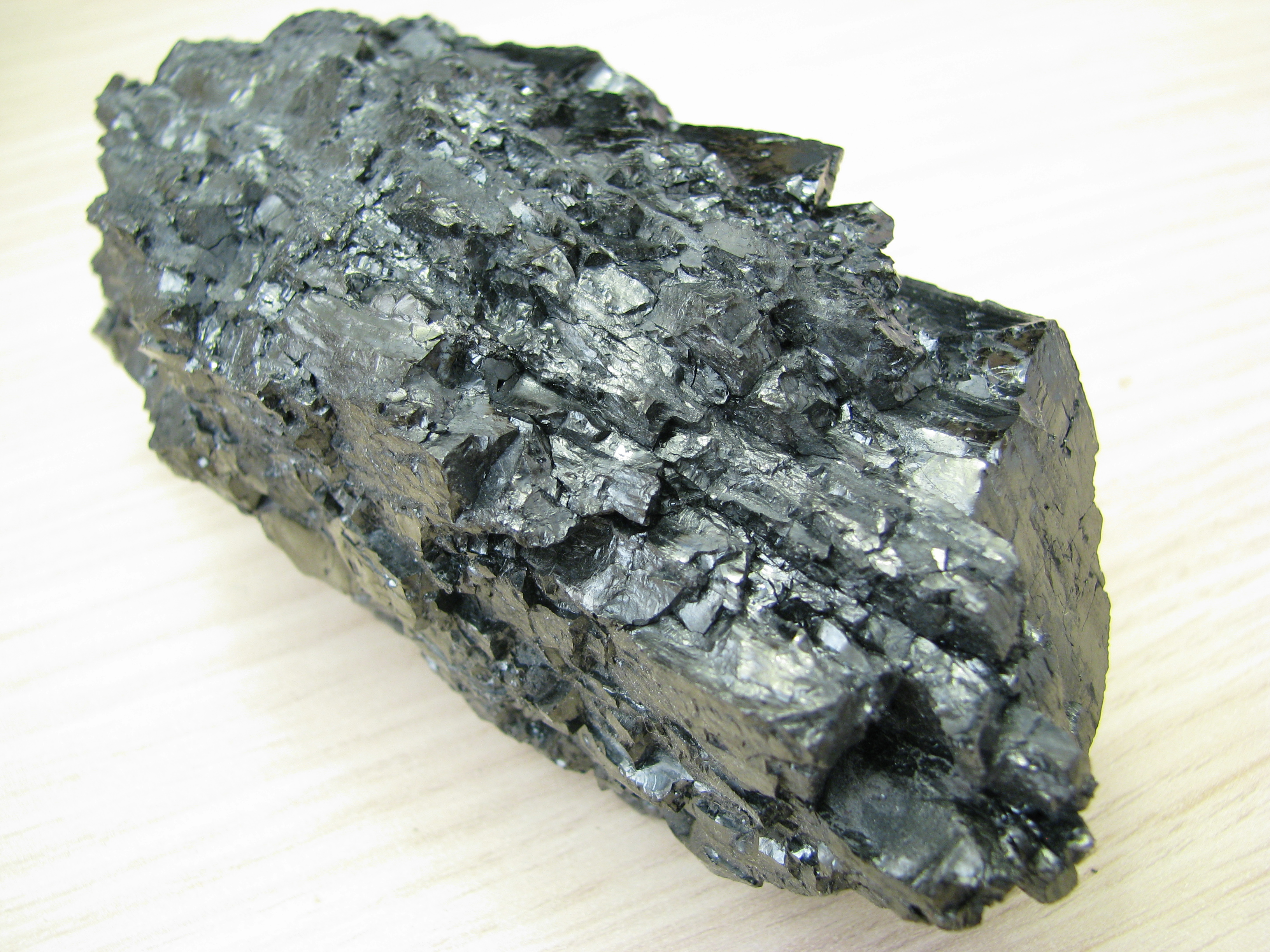
فحم الأنتراسيت (إبينبورين، ألمانيا)

## معلومات عن الفحم الصلب
- يُمثِّل الفحم الصلب 1٪ فقط من مجموع احتياطات الفحم في العالم [10]

- يُعد الفحم الصلب أكثر أنواع الفحم تحولاً
- يحتوي على كربون أكثر من أنواع الفحم الأخرى
- يحتوي على كمية قليلة من المواد المتطايرة (2-8٪) [15]
- يُعد أقل أنواع الفحم توفُّراً
- كان الفحم الصلب يُستخدَم قديماً للتدفئة المنزلية، حيث أنه لا يُنتِج الكثير من الغبار، ويحترق ببطئ، وقليلُ انبعاث الغاز، لكن هذا الاستخدام أصبح اليوم نادراً، نظراً لندرة الفحم الصلب وتكلفته العالية وتَوفُّر بدائل أنسَب لهذا الغرض.[11]
- يُوجَد الفحم الصلب بشكل أكبر في المناطق الجبلية، وبالقرب من البراكين وفي المناطق الزلزالية
- ينتشر الفحم الصلب في الصين وجنوب إفريقيا وروسيا والولايات المتحدة الأمريكية وجبال الآبالاش، الذي يوجد فيه ما يُقارب 6 مليارات طن من الفحم الصلب
- بلغ إنتاج ولاية بنسلفانيا (الولاية الأعلى إنتاجاً للفحم الصلب) عام 2017 ما يُقارب 1.8 مليون طن من الفحم الصلب. [12]

## التطبيقات
يستعمل الأنتراسيت في الجراحة وترشيح الماء وملونا.

## الاحتياطيات الرئيسية
من بين المنتجين الحاليين، تمتلك روسيا والصين وأوكرانيا أكبر الاحتياطيات المقدرة القابلة للاسترداد من الفحم الصلب. وتعد فيتنام وكوريا الشمالية من البلدان التي لديها احتياطيات كبيرة.
من الناحية الجيولوجية، توجد أكبر رواسب الفحم الصلب في العالم في منجم لاكاوانا للفحم في شمال شرق بنسلفانيا في الولايات المتحدة وبالتحديد في سكرانتون وما حولها. تسمى محليا منطقة الفحم، وتحتوي طبقة الترسب على 480 ميل مربع (1,200 كـم2) من الصخور الحاملة للفحم والتي كانت تحتوي في الأصل على 20.68 مليار طن من الفحم الصلب. تقدر أبعاد المنطقة الجغرافية حوالي 100 ميل (161 كم) طولًا 30 ميلاً (48 كم) عرضًا. بسبب التعدين التاريخي وتطوير الأراضي التي تعلو الفحم، تشير التقديرات إلى بقاء 6.3 مليار طن من الاحتياطيات القابلة للتعدين. تحتوي الولايات المتحدة أيضًا على العديد من الرواسب الأصغر من الفحم الصلب، مثل تلك التي تم تعدينها تاريخيًا في كريستيد بوت، كولورادو.
يعد ترسب غراوندهوغ للفحم الصلب، الموجود في كولومبيا البريطانية، كندا، أكبر رواسب للفحم الصلب غير مطورة سابقًا في العالم. وهي مملوكة لشركة Atrum Coal الأسترالية المدرجة في البورصة ولديها 1.57 مليار طن من الفحم الصلب عالي الجودة.
عُثر على الفحم الصلب من العصر الثلاثي المتأخر أو الطباشيري في ممر غربوسنست  وهو جزء من جبال روكي في كندا وفي أماكن مختلفة في جبال الأنديز في بيرو 